# Chiara Leone
Chiara Leone (* 15. Juni 1998 in Rheinfelden) ist eine Schweizer Sportschützin und Olympiasiegerin. Bei den Olympischen Spielen 2024 in Paris gewann sie den 50-Meter-Dreistellungswettkampf der Frauen. Zuvor wurde sie bei den Weltmeisterschaften 2023 in Baku Weltmeisterin in der 50-m-Liegendgewehr-Frauen- und der 50-m-Liegendgewehr-Mixed-Mannschaft und bei den Europameisterschaften 2024 in Osijek Europameisterin im 50-Meter-Dreistellungswettkampf im Einzel und im Team.

## Laufbahn
Chiara Leone begann 2007 mit dem Schiesssport. Sie stammt aus Frick im Kanton Aargau und absolvierte die Alte Kantonsschule Aarau, seit 2019 ist sie Profisportlerin.
Im Jahr 2022 gewann sie je eine Bronzemedaille bei den ISSF-Weltcups in Kairo und Rio de Janeiro. Bei den Europameisterschaften 2022 in Hamar gewann sie eine Bronzemedaille im 10-m-Luftgewehr-Mixed-Team-Wettbewerb mit Jan Lochbihler. Bei den Europaspielen 2023 in Breslau gewann sie eine Goldmedaille im 10-m-Luftgewehr-Mannschaftswettbewerb und eine Silbermedaille im 50-Meter-Dreistellungs-Mannschaftswettbewerb. Bei den ISSF-Weltmeisterschaften 2023 in Baku gewann sie je eine Goldmedaille in der 50-m-Liegendgewehr-Frauenmannschaft und in der 50-m-Liegendgewehr-Mixed-Mannschaft mit Jan Lochbihler.
Im Januar 2024 gewann Leone beim Cairo World Cup mit der Silbermedaille im 50-m-Dreistellungswettkampf der Frauen ihre erste Einzelmedaille bei einem World Cup. Im Mai 2024 wurde sie bei den Europameisterschaften in Osijek Europameisterin im 50-m-Dreistellungswettkampf, sowohl im Einzel wie mit dem Team, und gewann dazu noch eine Bronzemedaille im 50-m-Liegend-Wettbewerb. Bei den Olympischen Spielen 2024 in Paris gewann sie den 50-Meter-Dreistellungswettkampf der Frauen.